# Рафаил I Константинополски
Рафаил I Константинополски е Вселенски патриарх от 1475 до 1476 г. Първият негрък вселенски патриарх след превземането на Константинопол от османските турци.
Приема се че по народност е сърбин, макар да се знае със сигурност като фаворит или роднина на Мария Бранкович , благодарение на която мощите на Свети Иван Рилски са вече били пренесени през 1469 г. от Търново в Рилския манастир.
Рафаил се сочи от все още влиятелната цариградска гръцка общност за първия натрапник на Вселенския престол, поради и което името му е легендарно свързвано с обещанието да плаща на султана годишно 2000 златни флорина, след еднократния подарък от 700 златни флорина. Гръцката общност на Константинопол яростно се противопоставя на неговото назначаване за вселенски патриарх, поради и което тиарата е положена на главата му не от митрополита на Хераклея, а от този на Анкира. Освен всичко друго Рафаил е обвинен че не владее гръцки, към което е добавено и друго, че по време на литургията на Велики петък бил пиян. 
След всички гръцки сплетни и клевети, Рафаил е свален от престола, окован и хвърлен в затвора, където и умира. 